# 雅典大瘟疫

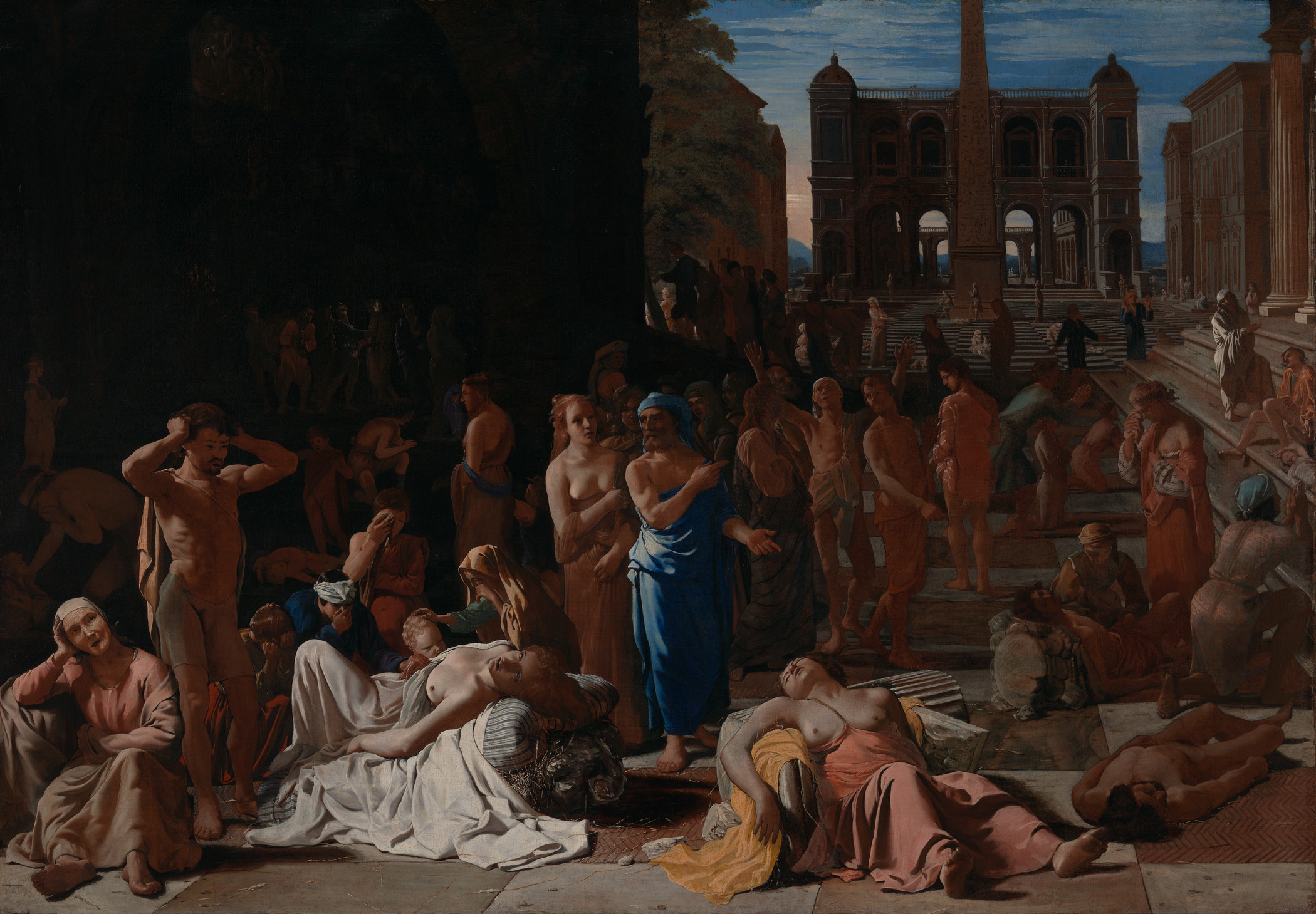
雅典大瘟疫，由米歇尔·斯威特斯所繪，約在1652-1654

雅典大瘟疫是一场在大约公元前430年左右爆发的一场瘟疫，發生在伯罗奔尼撒战争的第二年，幾乎摧毀了希腊城邦，据说这场瘟疫导致将近过半的古希腊人惨死当中。一般認為瘟疫是從比雷埃夫斯進入雅典的，比雷埃夫斯是雅典的港口，也是唯一食物及補給的來源。地中海東部的許多地區也有發生瘟疫，但影響較小。瘟疫後來又在公元前429年及西元前427（426）年的冬天出現。目前提出可能造成這次瘟疫的病原體已達30種。

## 外部連結
- Papagrigorakis, MJ; Yapijakis, C; Synodinos, PN; Baziotopoulou-Valavani, E. . Int. J. Infect. Dis. May 2006, 10: 206–14. PMID 16412683. doi:10.1016/j.ijid.2005.09.001. and the reply to it by Shapiro et al. Archive.today的存檔，存档日期2013-02-02
- History of the Peloponnesian War 2.47–55.
- ^  Live Science article （页面存档备份，存于） Accessed January 23, 2006.
- Women in Classical Athens